# Torre de Santa Anna
La Torre de Santa Anna o Torre de la Reina Mora és una torre d'origen musulmà construïda entre finals del segle xii i principis del segle xiiique se situa al municipi de Cullera (Ribera Baixa). Ha estat declarada Bé d'interès cultural per part de l'Estat espanyol.

## Història
La torre havia estat una porta del segon albacar del Castell de Cullera la qual, perquè els cristians havien intensificat les conquestes sota els regnes musulmans a finals del segle xii, es va construir en aquesta època. Aquesta hi era una més del conjunt de torres i muralles de l'albacar, el qual es feia servir com refugi de la població civil als temps de crisi. D'altra banda la torre tenia una entrada en forma de colze, la qual cosa facilitava el seu control i defensa. Després d'anys sense cap tipus d'activitat,el 1631 va esdevenir una ermita dedicada primer a Sant Rafel i després a Santa Anna,i per aquest motiu pren el seu nom.Fins fa pocs anys la torre es trobava tancada i en un deficient estat de conservació, però ha estat rehabilitada i pot ser visitada pel públic.

## Descripció
La torre és una construcció feta de maçoneria, de planta quadrada, amb volta de canó i de dues plantes. S'accedeix per una escala en forma de caragoll al pis superior fet de fusta, on hi havia l'habitatge de l'ermità. En aquesta ermita es conservava un retaule atribuït a Jeroni Jacint d'Espinosa, amb imatges de la Sagrada Família i de diversos sants, tot això avui malauradament desaparegut, pervivint tan sols el que va ser el seu marc de fusta.